# Somatia
Somatia is een vliegengeslacht uit de familie van de Somatiidae. De wetenschappelijke naam van het geslacht is voor het eerst geldig gepubliceerd in 1868 door Schiner.

## Soorten
De volgende soorten zijn bij het geslacht ingedeeld:
- Somatia aestiva (Fabricius, 1805)
- Somatia australis Steyskal, 1958
- Somatia carrerai Papavero, 1964
- Somatia lanei Papavero, 1964
- Somatia papaveroi Steyskal, 1968
- Somatia schildi Steyskal, 1968
- Somatia sophiston Steyskal, 1958

### Synoniemen
- Somatia xanthomelas Schiner, 1868 = Somatia aestiva (Fabricius, 1805)